# Laboratório Nacional de Engenharia Civil
O Laboratório Nacional de Engenharia Civil, I.P. (LNEC, I.P. ou simplesmente LNEC) MHC • MHSE é uma instituição pública de investigação e desenvolvimento científico e tecnológico de Portugal. É um dos maiores laboratórios de engenharia civil do Mundo. Fica situado na antiga freguesia de São João de Brito, actualmente freguesia de Alvalade, em Lisboa.
O LNEC exerce a sua acção nos múltiplos domínios da engenharia civil, estando sob a tutela do Ministério das Infraestruturas e Habitação, em articulação com o Ministério da Educação e da Ciência no que respeita à definição das suas orientações estratégicas, conforme estipulado pela sua Lei Orgânica, Decreto-Lei 157/2012, de 18 de Julho.

## Histórico
O LNEC foi criado em 19 de Novembro de 1946 a partir do Laboratório de Ensaio e Estudo de Materiais do Ministério das Obras Públicas e do Centro de Estudos de Engenharia Civil, sediado no Instituto Superior Técnico. Esta dupla vertente, investigação e experimentação, iria enformar decisivamente o futuro desenvolvimento do LNEC.
A 20 de Junho de 1987 foi feito Membro-Honorário da Antiga, Nobilíssima e Esclarecida Ordem Militar de Sant'Iago da Espada, do Mérito Científico, Literário e Artístico e a 19 de Novembro de 1987 foi feito Membro-Honorário da Ordem Militar de Nosso Senhor Jesus Cristo.

## Actividade do LNEC
Pode-se sintetizar a atividade do LNEC em quatro tipos principais: 
1. Investigação e Inovação
De natureza estratégica, desenvolvida em linhas de investigação consideradas prioritárias pelo seu interesse para o País.
2. Estudos e Pareceres 
Prestação de consultoria técnica avançada a entidades públicas e privadas, nacionais e estrangeiras.
3. Outras actividades científicas e técnicas
Actividades gerais de apoio à indústria a construção, como por exemplo normalização, certificação de produtos.
4. Cooperação técnica e científica
Actividades de cooperação com diversas entidades, nacionais e estrangeiras, designadamente com associações de carácter científico e técnico, universidades, laboratórios e outras instituições.

## Acções desenvolvidas
- Investigação programada

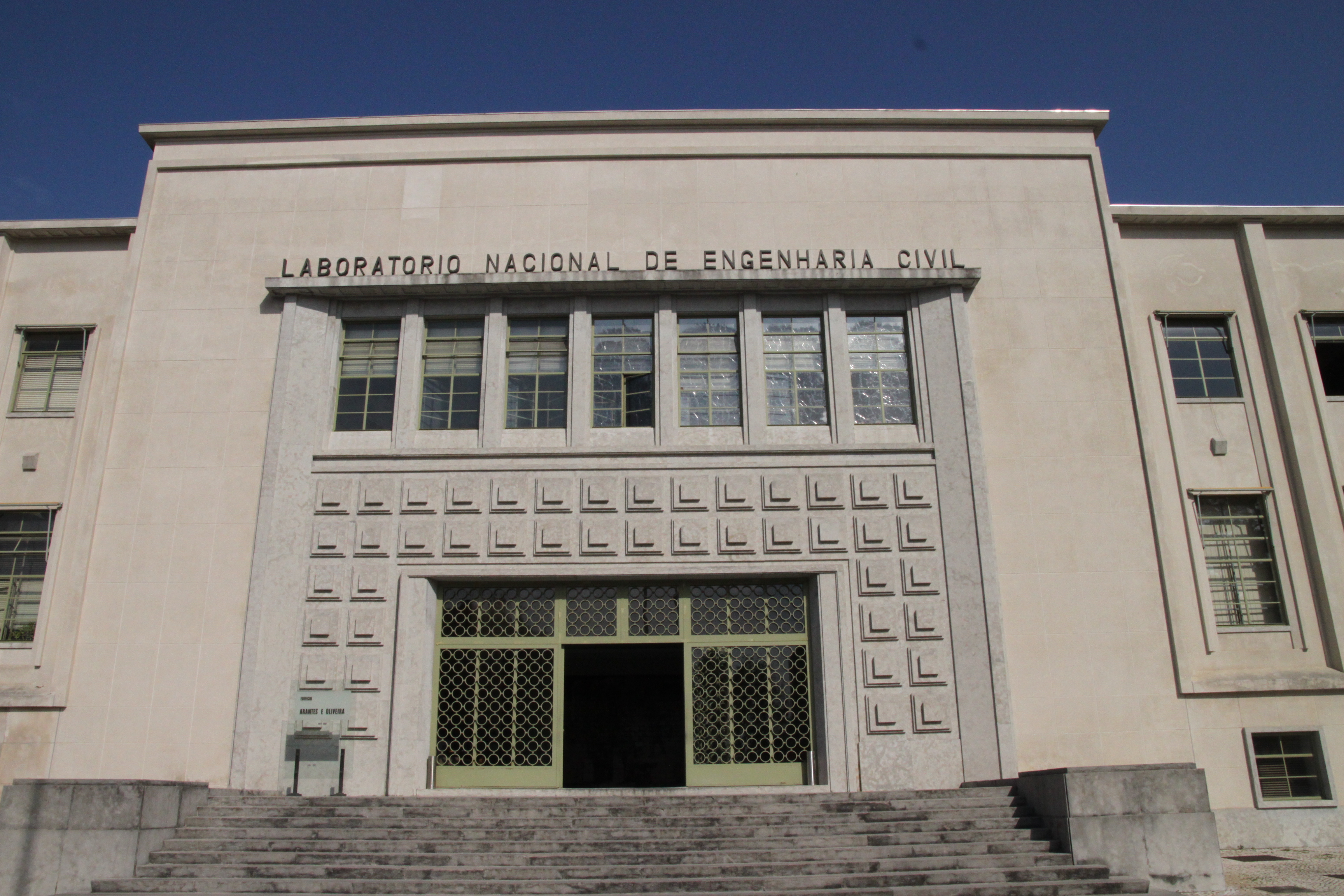
Laboratório Nacional de Engenharia Civil

- Prestação de serviços de investigação por contrato
- Actividades científicas e técnicas de apoio à indústria da construção

## Grandes áreas de intervenção
- Aproveitamento, protecção e reabilitação do património natural
- Construção, manutenção e reabilitação do património construído
- Produtividade e qualidade na indústria da construção

Entre seus estudos hidráulicos estão as praias de Copacabana, Flamengo e Botafogo e a Lagoa Rogrigo de Freitas no Rio de Janeiro, Brasil, a hidroelétrica de Cahora-Bassa, no rio Zambeze em Moçambique, a hidroelétrica de Capanda, no rio Cuanza em Angola e muitos outros.

## Investigadores destacados
- Tomás Mateus - engenheiro civil